# Потёмкин, Владимир Петрович
Влади́мир Петро́вич Потёмкин (7 [19] октября 1874 или 19 октября 1874, Тверь — 23 февраля 1946, Москва) — советский государственный и партийный деятель, историк, педагог, дипломат. Академик АН СССР (27 сентября 1943), академик (1944) и президент (1943—1946) АПН РСФСР. Нарком просвещения РСФСР (с 1940).

## Биография
Родился в семье врача. Брат географа М. П. Потёмкина (1876—1954). В 1893 году окончил Тверскую гимназию и поступил на историко-филологический факультет Московского университета. Во время обучения в университете принимал участие в революционной деятельности, за что был заключён в Бутырскую тюрьму.
После окончания университета в 1898 году был оставлен на два года при кафедре всеобщей истории для получения профессорского звания и одновременно начал работать в 7-й гимназии Москвы. С 1900 года преподавал в Екатерининском институте. С 1903 года вновь примкнул к революционному движению.
В 1905 году работал в Екатеринославе, в женской гимназии Степановой, но из-за преследования полиции за участие в революции 1905 года был вынужден вернуться из Екатеринослава в Москву, где начал преподавать в женской гимназии Калайдович (впоследствии Деконской) и реальном училище Фидлера, а кроме того продолжил пропаганду марксизма в студенческих кружках и агитационную работу по заданиям Московского комитета РСДРП(б).

### Революция и Гражданская война
С февраля 1917 года работал в отделе внешкольного образования Московской губернской земской управы. На этой должности являлся организатором первого рабочего университета в городе Богородске Московской губернии.
После Октябрьской революции являлся членом коллегии школьной политики и заведующим отделом Наркомата просвещения РСФСР. В это время принимал активное участие в подготовке программных документов о единой трудовой школе: в июле 1918 года председательствовал на I Всероссийском съезде учителей, в апреле 1919 года являлся организатором I Всероссийского съезда по народному образованию.
В 1919 году вступил в РКП(б). В мае-сентябре 1919 года был направлен на фронт, где занимал должности члена Реввоенсовета 6-й армии, начальника политотдела Западного, а затем Южного фронтов. На фронте познакомился с И. В. Сталиным. По его личному поручению Потёмкин с полномочиями выездной сессии революционного трибунала фронта не раз выезжал в слабейшие районы фронта для водворения порядка в частях, одновременно командуя особым отрядом.
После окончания Гражданской войны недолгое время руководил Одесским губернским отделом народного образования, одновременно являясь начальником губернских военно-политических курсов.

### Дипломат
В Одессе Потёмкин встретился с Ф. Э. Дзержинским, после чего в 1922 году перешёл на дипломатическую работу. Уже в том же году член миссии Российского Красного Креста по репатриации русских солдат из Франции, а летом 1923 года был назначен председателем комиссии по репатриации бывших русских солдат и казаков-некрасовцев из Турции.
В 1924—1929 годах находился на дипломатической работе в Турции, занимая в 1924—1926 годах должность генконсула в Стамбуле, а в 1926—1929 годах — советника полпредства. В 1929—1932 годах — полномочный представитель в Греции.
В 1932 году назначен на пост полномочного представителя СССР в Италии. Находясь на этой должности, Потёмкин сумел завязать дружеские отношения с Б. Муссолини, за что, по воспоминаниям М. В. Канивез, неоднократно подвергался критике. На письменном столе Потёмкина стояла фотография Муссолини с дружеской надписью. В 1933 году подписал советско-итальянский договор о дружбе, ненападении и нейтралитете.
В 1934 году Владимир Потёмкин входил в состав советской делегации на Ассамблее Лиги наций. В том же году назначен на пост полпреда СССР во Франции. На этой должности в 1935 году участвовал в переговорах и подписании франко-советского договора о взаимной помощи. В 1936 году подписал соглашение о продлении франко-советского торгового договора 1934 года.
В 1937 году вернулся на работу в Москву, заняв должность первого заместителя народного комиссара иностранных дел СССР. В том же году избран депутатом ВС СССР. В 1939 году избран членом ЦК ВКП(б). Член ЦИК СССР с 1935 года. На должности первого заместителя наркома иностранных дел принимал участие в ряде важных военных переговоров, в том числе в Московских переговорах 1939 года и советско-турецких переговорах, направленных на удержание Турции от участия в грядущей Второй мировой войне.
Именно Владимир Потёмкин 17 сентября 1939 года вручил польскому послу в Москве ноту о вводе советских войск на территорию Польши:

Польское правительство распалось и не проявляет признаков жизни. Это значит, что польское государство и его правительство фактически перестали существовать. Тем самым прекратили своё действие договоры, заключённые между СССР и Польшей. Предоставленная самой себе и оставленная без руководства, Польша превратилась в удобное поле для всяких случайностей и неожиданностей, могущих создать угрозу для СССР. Поэтому, будучи доселе нейтральным, Советское правительство не может больше нейтрально относиться к этим фактам.
Советское правительство не может также безразлично относиться к тому, чтобы единокровные украинцы и белорусы, проживающие на территории Польши, брошенные на произвол судьбы, оставались беззащитными.
— Нота Правительства СССР, вручённая послу Польши в СССР В. Гжибовскому
В 1944 году входил в советскую комиссию по изучению материалов Катынского расстрела польских офицеров.

### Организатор образования
В 1940 году был назначен народным комиссаром просвещения РСФСР. До своей смерти на этой должности участвовал в создании Академии педагогических наук РСФСР, а с 1943 года был её президентом, проводил работу по сохранению сети школ в годы Великой Отечественной войны, осуществлению в послевоенный период всеобщего 7-летнего образования, развитию школ рабочей и сельской молодёжи, созданию учебников для общеобразовательной школы.
Владел крупной коллекцией русского и советского изобразительного искусства, включавшей работы И. Е. Репина, В. Д. Поленова, К. А. Коровина, И. Я. Билибина и др. В 1949 году его вдова, Мария Исаевна Потёмкина, передала это художественное собрание в МГПИ им. В. П. Потёмкина. С 1960 г., после вхождения МГПИ им. В. П. Потёмкина в состав МГПИ им. В. И. Ленина, данная коллекция хранится в Картинной галерее МПГУ.
Прах погребён на Красной площади в Некрополе у Кремлёвской стены.

## Научная работа
Областью его научных интересов были история Франции, английское рабочее движение, вопросы международных отношений. Специалист в области гебраистики.
Являлся главным редактором и одним из авторов трёхтомника «История дипломатии».

## Награды и премии
- Сталинская премия I степени (10 апреля 1942) — за книгу «История дипломатии», т. I, опубликованную в 1941 году
- Сталинская премия I степени (1946) — за участие в написании научного труда «История дипломатии», чч. 2—3 (1945)
- Орден Ленина (14 декабря 1944) — за успешную и самоотверженную работу по обучению и воспитанию детей в школах Российской Советской Федеративной Социалистической Республики
- Орден Красного Знамени (1920) — за умелое руководство боевыми операциями при освобождении Киева
- Орден Трудового Красного Знамени (10 июня 1945)[3][5]

## Память
В 1946 году имя В. П. Потёмкина было присвоено Московскому городскому педагогическому институту.
В 1946 году Советское правительство установило несколько стипендий имени Потёмкина: для докторантов и аспирантов АН СССР, для аспирантов и студентов МГУ имени М. В. Ломоносова и Калининского педагогического института.

## Сочинения
- История дипломатии / Ред. В. П. Потёмкин. — М., 1945. — Т. 2—3.
- Потёмкин В. П. О воспитании детей // Семья и школа. — 1946. — № 3. — С. 4—5.
- Потёмкин В. П. Политика умиротворения агрессоров и борьба Советского Союза за мир. — М., 1946. — 48 с.
- Потёмкин В. П. Статьи и речи по вопросам народного образования. — М.—Л., 1947. — 303 с.